# 天安門広場
座標: 北緯39度54分12秒 東経116度23分30秒 / 北緯39.90333度 東経116.39167度

広場のいたる所に武装警察隊が配備されている

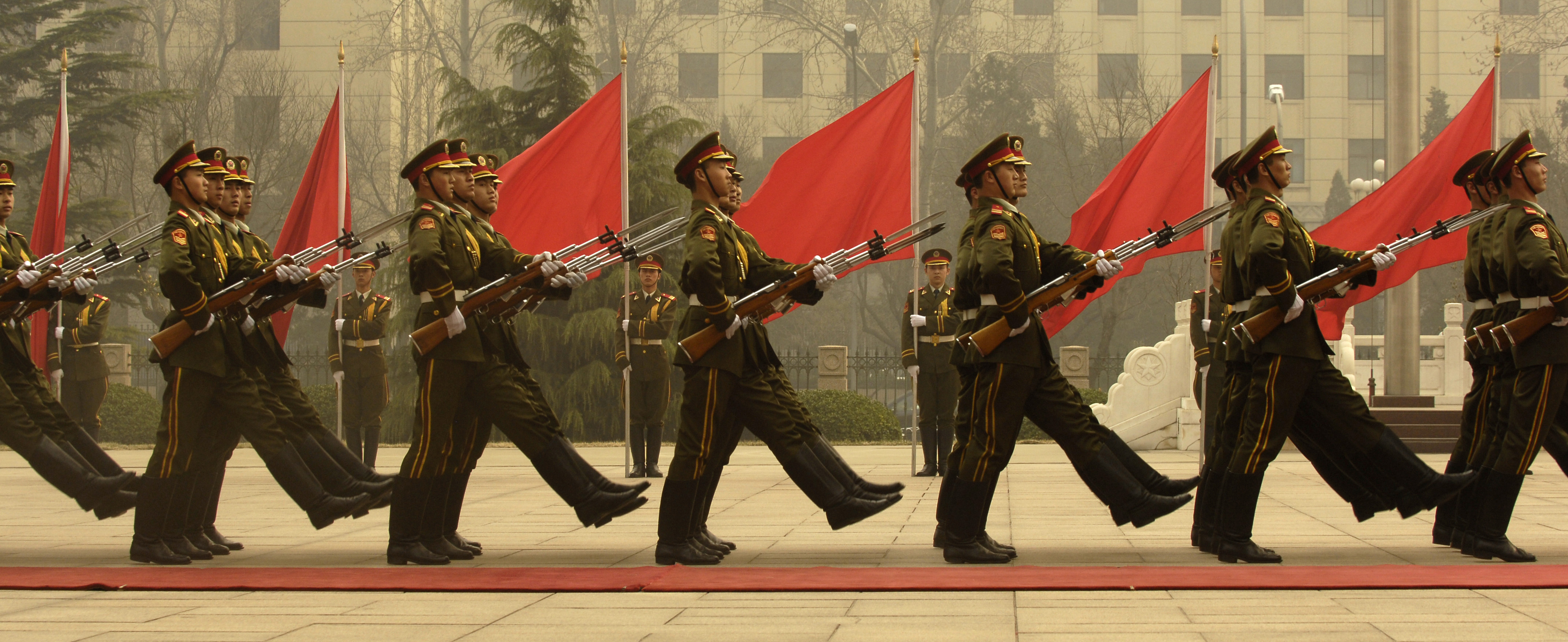
天安門広場で行進する中国人民解放軍

天安門広場（てんあんもんひろば、簡体字中国語: 天安门广场、拼音: Tiān'ānmén Guǎngchǎng）は、中華人民共和国北京市の故宮天安門に隣接する広場。第46回世界遺産委員会において、世界文化遺産に登録された。

## 沿革
明の成祖永楽帝が北京遷都した時期には天安門から南下し「大明門」（清朝では「大清門」、辛亥革命後に「中華門」と改名）に至る「千歩廊」と称される大通りと、現在の長安路に存在した「長安左門」と「長安右門」の間を結んだ丁字形の空間が存在し、天安門広場の原形が既に存在していた。
1954年に「千歩廊」の左右の官庁と倉庫群を撤去、中華門と長安左右門を撤去して現在の天安門広場が形成され、天安門広場建築(人民大会堂や中国国家博物館)に併せ人民英雄紀念碑も建設されている。また1976年に毛沢東中国共産党主席が死去すると、翌年にかけて広場の南の中華門跡地付近に毛主席紀念堂が建設された。
天安門広場は最大で50万人を収容でき、国家行事や歴史上の大事件の舞台となってきた。そのため幾度となく革命運動の舞台にもなり抗争が起こってきた。
2013年10月28日、天安門前の金水橋に小型四輪駆動車が歩道に突っ込んで炎上し車内の3人と観光客2人が死亡した。
2024年7月27日に天安門広場およびその建築群（天安門広場・人民英雄紀念碑・毛主席紀念堂・国家博物館・人民大会堂）は「北京中軸線：中華の理想的秩序を示す建造物群」の一部として世界遺産に登録された。

## 構造
南北880m･東西500mの長方形の広場で、敷石は花崗岩である。広場の中央に、人民英雄紀念碑と毛主席紀念堂があり、南には正陽門（前門）が建っている。広場の北は北京随一の大通りである長安街に面し、その反対側に紫禁城（故宮）の入口である天安門が位置する。広場の西側には人民大会堂（全国人民代表大会議事堂）、東側には中国国家博物館（旧・中国歴史博物館および中国革命博物館）がある。これは太陽の昇る方角を過去、沈む方角を未来に比喩したものである。
周囲の歩道の敷石にまじって長方形の鉄板が敷かれている部分があり、下に水を流せる架渠構造になっている。大規模な集会に際し鉄板を外して周囲を天幕で覆い、臨時の御手洗として使用される。
1969年に、中ソ関係の悪化に伴い、北京地下城という避難壕が作られた。観光スポットとなっていたが、2008年閉鎖。

## 広場の様子

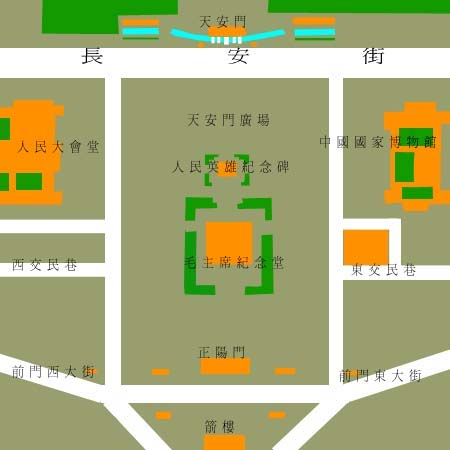
天安門付近の地図

国内外の観光客であふれているが、国家のシンボル的施設であるため多数の警備兵がパトロールしており、かつて2回の天安門事件が起きた場所でもあるため、中国政府や中国共産党に批判的なデモ活動が再発しない対策が行われている。広場の北部に国旗掲揚台があり、日の出と日の入りに合わせて毎日警備兵による国旗の掲揚収容儀式が、地方からの中国国内団体旅行客を中心に多数の見学者が見守る中実施される。また夜間は特定日を除き立ち入り禁止となる。2015年8月から紀念中国人民抗日戦争到世界反法西斯戦争勝利70周年閲兵式の警備強化のため、全ての入場が禁止された。

## スポーツ
北京オリンピックのマラソンは、この広場からスタートし、天壇公園、北京大学、清華大学等を通り北京国家体育場でゴールするコースが設定された。
また、毎年開催されている北京国際マラソンもこの広場からスタートし、オリンピック公園まで向かう。

## ギャラリー

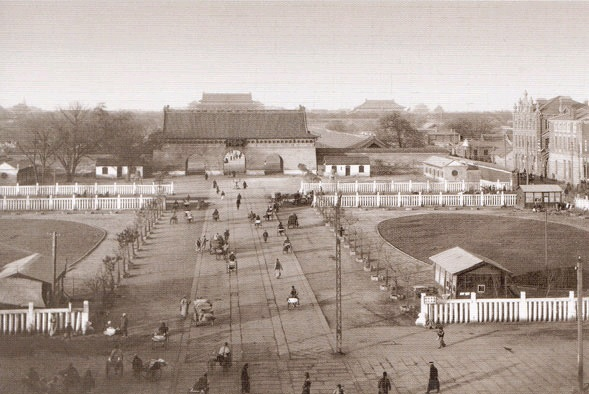
かつての中華門。この向こうに「千歩廊」があった。遠方に天安門が見える
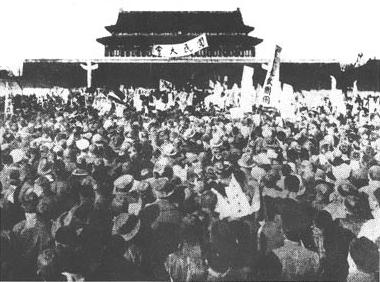
1926年3月18日に段祺瑞の北京政府と列強諸国に対し天安門前で抗議運動を行った民衆。このとき、三・一八虐殺事件が起こった
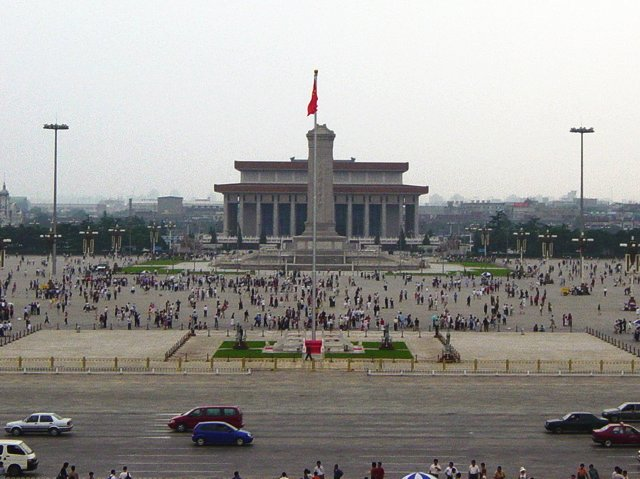
人民英雄紀念碑と毛主席紀念堂
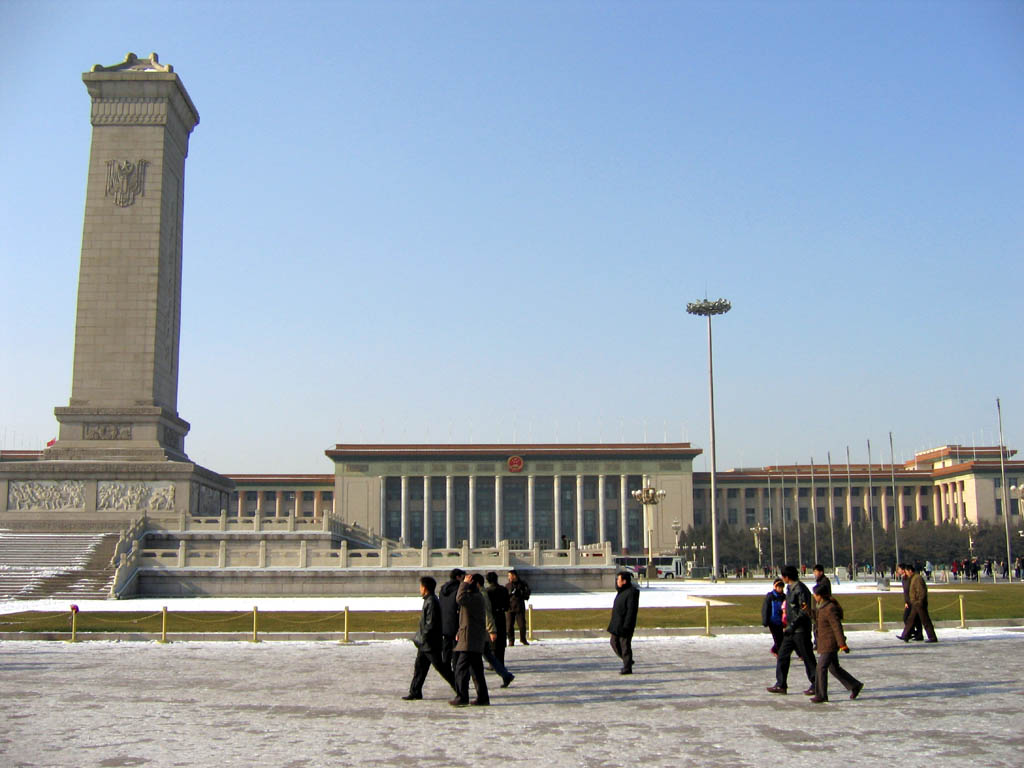
人民英雄紀念碑と人民大会堂
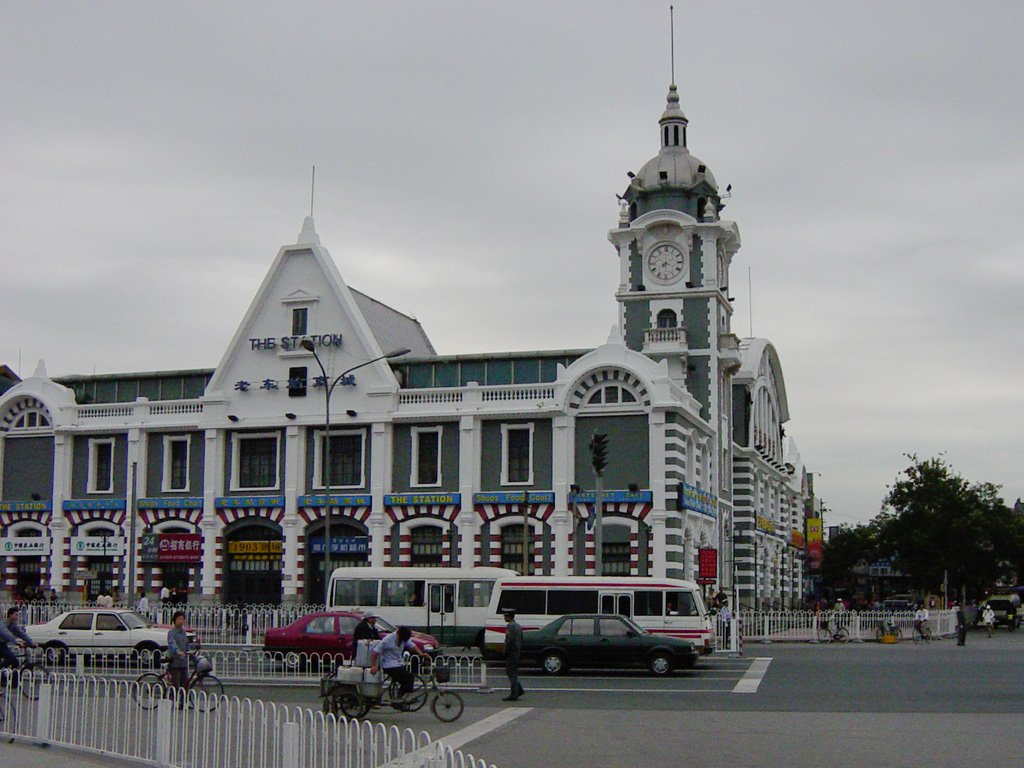
京奉線路正陽門東車駅
- (動画) 天安門と天安門広場、 2017年

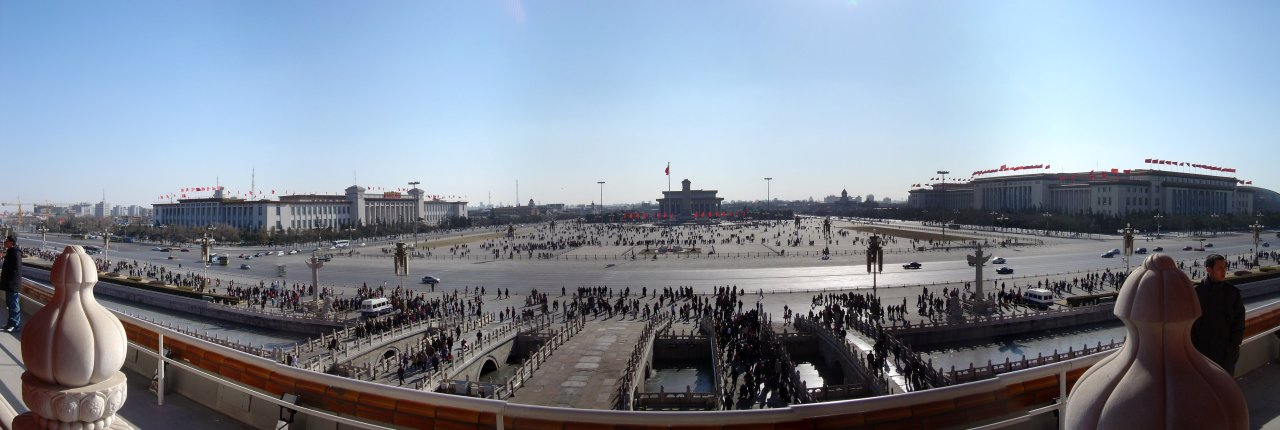
天安門から見た天安門広場全景。正面が人民英雄紀念碑と毛主席紀念堂、左が中国国家博物館、右が人民大会堂